# Atherinomorus

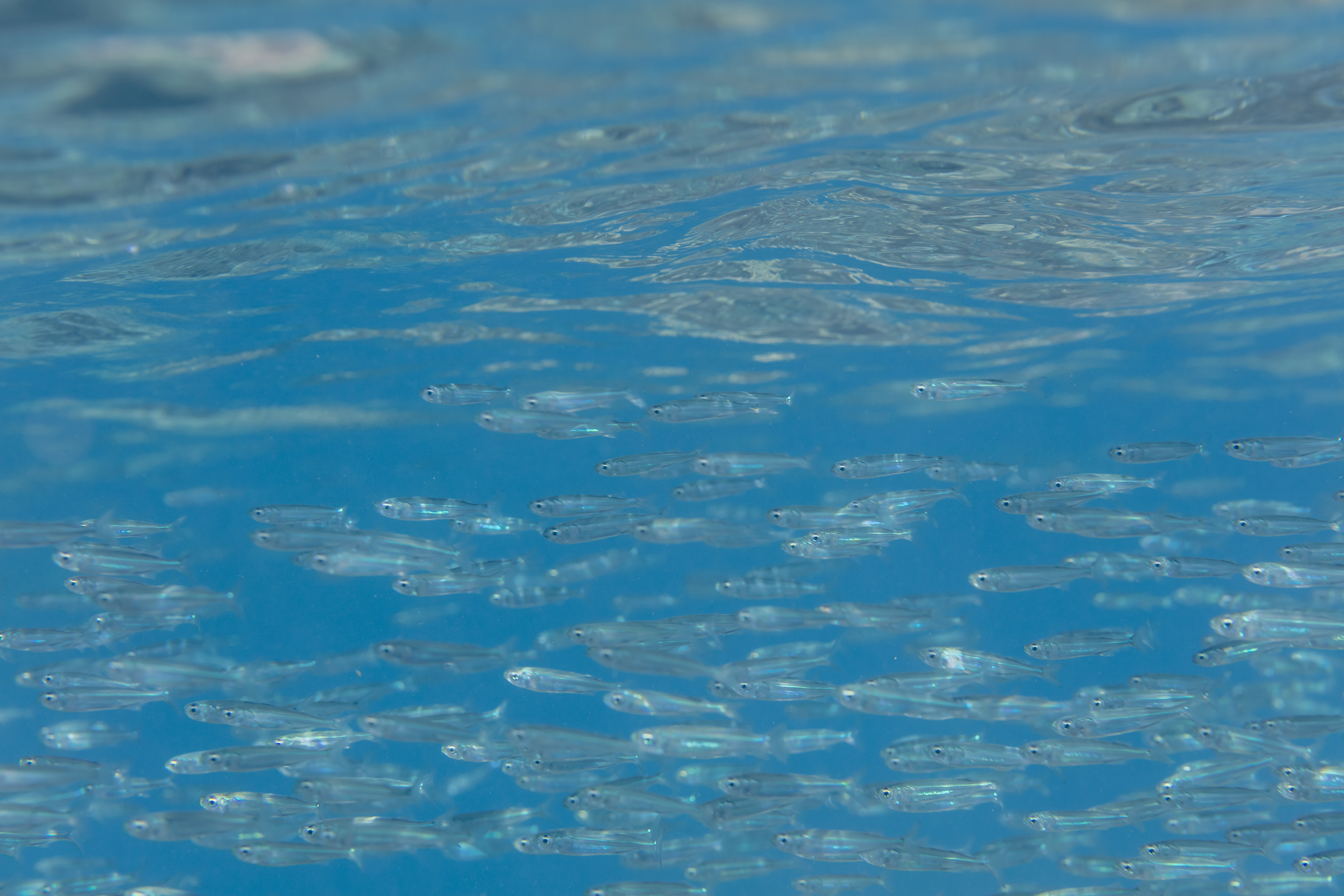
Banco de pejerreyes cabezones (Atherinomorus lacunosus), Cynthiana, Pafos, Chipre.

Atherinomorus es un género de peces ateriniformes de la familia Atherinidae.

## Especies
Se reconocen las siguientes especies:
- Atherinomorus aetholepis Kimura, Iwatsuki y Yoshino, 2002
- Atherinomorus duodecimalis (Valenciennes, 1835)
- Atherinomorus endrachtensis (Quoy & Gaimard, 1825)
- Atherinomorus forskalii (Rüppell, 1838)
- Atherinomorus insularum (Jordan y Evermann, 1903)
- Atherinomorus lacunosus (Forster, 1801)
- Atherinomorus lineatus (Günther, 1872)
- Atherinomorus pinguis (Lacepède, 1803)
- Atherinomorus regina (Seale, 1910)
- Atherinomorus stipes (Müller y Troschel, 1848) - tinícalo cabezón
- Atherinomorus vaigiensis (Quoy y Gaimard, 1825)